# بخش مالکانگیری
بخش مالکانگیری (به انگلیسی: Malkangiri district) یک بخش در هند است که در اودیسا واقع شده‌است. بخش مالکانگیری ۵٬۷۹۱ کیلومتر مربع مساحت و ۶۱۲٬۷۲۷ نفر جمعیت دارد و ۱۹۵ متر بالاتر از سطح دریا واقع شده‌است.